# Luliang
Luliang är ett härad som lyder under Qujings stad på prefekturnivå i Yunnan-provinsen i sydvästra Kina.